# Opisthoncus mandibularis
Opisthoncus mandibularis är en spindelart som beskrevs av Koch L. 1880. Opisthoncus mandibularis ingår i släktet Opisthoncus och familjen hoppspindlar. Inga underarter finns listade i Catalogue of Life.